# Batalla de Populonia
La batalla de Populonia es va lliurar prop de la ciutat etrusca de Populònia l'any 282 aC entre Roma, amb l'exèrcit comandat pel cònsol Quint Emili Pap i els etruscs. Els romans van sortir victoriosos, i l'amenaça etrusca a Roma va disminuir considerablement després d'aquesta batalla.